# Plodio
Plodio (ligur nyelven Ciòi vagy Ciöi) település Olaszországban, Liguria régióban, Savona megyében. Lakosainak száma 630 fő (2023. január 1.). Plodio Carcare, Cosseria, Millesimo és Pallare községekkel határos.

## Népesség
A település lakossága az elmúlt években az alábbi módon változott:
| Lakosok száma | 639  | 635  | 630  |
|               | 2017 | 2018 | 2023 |